# Pfaffia helichrysoides
Pfaffia helichrysoides là loài thực vật có hoa thuộc họ Dền. Loài này được (Mart.) Kuntze miêu tả khoa học đầu tiên năm 1891.